# PGC 1489740
LEDA/PGC 1489740 ist eine Galaxie im Sternbild Serpens am Himmelsäquator. Sie ist schätzungsweise 497 Millionen Lichtjahre von der Milchstraße entfernt. Gemeinsam mit IC 1161 bildet sie ein gravitativ gebundenes Galaxienpaar.
Im selben Himmelsareal befinden sich u. a. die Galaxien IC 1155, IC 1157, IC 1160, IC 1163.